# Nanfang Building
Il Nanfang Building (in cinese: 南方大厦), noto fino al 1954 come Xin Da Xin Department Store, è un edificio storico di Canton, capoluogo della provincia cinese del Guangdong. 
Realizzato in cemento armato, al momento del suo completamento, avvenuto nel 1922, fu l'edificio più alto della Cina, superando l'Union Building di Shanghai. Da allora ha ospitato uffici, grandi magazzini e alberghi. È stato poi superato in altezza nel 1927 dal Custom House.